# Национальная библиотека Алжира
Национальная библиотека Алжира (араб. المكتبة الوطنيّة الجزائريّة‎; фр. Bibliothèque nationale d'Algérie) — крупнейшая публичная библиотека в Алжире, расположена в городе Алжир.

## История
Здание библиотеки было построено 1835 году французскими колониальными властями. 7 июня 1962 года здание сильно пострадало в результате теракта. В 1986 году началось строительство новых корпусов и основного библиотечного хранилища. 1 ноября 1994 года новое здание библиотеки было открыто, но доступ ко всем корпусам библиотеки был открыт лишь 16 апреля 1998 года.

## Описание
Основное библиотечное хранилище находится на бульваре Мохамеда Белуиздад (бывший Белкорт). Здание состоит из 13 уровней, включая 6 уровней для хранения более 10 миллионов томов книг. Вместимость библиотека составляет 2500 человек.
Национальная библиотека имеет: четыре читальных зала вместимостью 450 мест, большой общий читальный зал, зал для слепых и несколько залов для работы ученных.
Национальная библиотека Алжира не имеет компьютеризированного каталога, а веб-сайт отключен.